# Sergueï Manoukhine
Sergueï Sergueïevitch Manoukhine est un homme politique russe, né le 27 septembre 1856, mort le 17 avril 1922, en russe : Серге́й Серге́евич Ману́хин. Juriste, il fut ministre de la Justice du 21 janvier 1905 au 16 décembre 1905, membre du Conseil d'État (1905).

## Biographie
Sergei Manoukhine est né dans une famille de l'aristocratie. Après avoir étudié au gymnase Sankt-Petri-Schule (1868-1874), il entre à la faculté de droit de l'Université de Saint-Pétersbourg, d'où il obtient son diplôme en janvier 1879. Il occupe ensuite des postes juridiques auprès du procureur du tribunal de district de Pétersbourg, puis - en tant que secrétaire du procureur du tribunal de district dans le gouvernement d'Orel.

### Carrière au Ministère de la Justice
À partir de 1880, il devient successivement chef de la bibliothèque du département du ministère de la Justice, greffier au ministère de la Justice (Saint-Pétersbourg), puis à partir de 1884, fonctionnaire chargé de missions spéciales auprès du directeur d'un département, vice-directeur d'un département et procureur général dans le premier département du Sénat. En 1888 il est nommé conseiller juridique au ministère de la Justice et directeur du service législatif du département. En 1890, il devient procureur général adjoint du département de cassation pénale du Sénat, et quelques mois plus tard directeur du premier département du ministère de la Justice. Il représente le ministère au Congrès international d'anthropologie criminelle à Bruxelles en 1892 ainsi qu'au Congrès de droit international privé à La Haye en 1893.
En 1894, il est promu conseiller d'État véritable. De 1895 à 1901 il est Directeur du premier département du Ministère. À partir du 1er janvier 1901 il occupe le poste de ministre adjoint de la Justice dans le ministère de Nikolaï Valerianovitch Mouraviev et simultanément à partir de 1902 celui de Sénateur.
En 1905, il occupe brièvement le poste de ministre de la Justice dans le gouvernement Witte, du 21 janvier au 16 décembre. Il a quitté ce poste juste avant la démission de Witte après des accusations de manque de fermeté ou d'énergie face aux troubles généralisés qui ont suivi la désastreuse guerre russo-japonaise de 1904-1905.

### Carrière au Sénat
Dès sa révocation, il est nommé au Conseil d'État de l'Empire russe, conservant le grade de sénateur. Il a travaillé à la commission législative du Conseil d'État.
En 1912, à la demande du tsar Nicolas II, il dirige une commission d'enquête sur les circonstances du massacre de la Léna. Son rapport met en évidence la culpabilité de la Société des mines d’or de la Léna (Lenzoloto) ainsi que du capitaine de gendarmerie Trechtchenkov, qui dirigeait la police. Ce dernier est alors révoqué et le Ministre de l'Intérieur Alexandre Alexandrovitch Makarov doit donner sa démission.
Du 15 juin 1914 au 15 juillet 1915, il est temporairement vice-président du Conseil d'État. Il est Conseiller privé actif en 1915, et à partir du 3 mai 1917, Sénateur du Premier Département du Sénat.

### Période post-révolutionnaire
À l'époque soviétique, il devient membre de la Commission pour l'élaboration d'un projet de traité entre la Russie et la Finlande, conseiller juridique du Commissariat du Peuple aux Finances, greffier du Comité Sapropel de la Commission pour l'étude des forces productives naturelles de la Russie à l'Académie des sciences.
Le 21 juillet 1921, il est finalement arrêté dans l'affaire de la Conspiration de Tagantsev, et condamné à deux ans de travaux forcés. Le 22 octobre 1921, il est libéré pour raisons de santé et meurt peu après. Il est inhumé à Moscou.

## Source
- (ru) « Манухин, Сергей Сергеевич ».